# Prisopus spinicollis
Prisopus spinicollis är en insektsart som beskrevs av Hermann Burmeister 1838. Prisopus spinicollis ingår i släktet Prisopus och familjen Prisopodidae. Inga underarter finns listade i Catalogue of Life.